# Эрман, Курт
Курт Эрман (нем. Kurt Ehrmann по прозвищу «Каддель» нем. Kaddel; 7 июня 1922, Карлсруэ, Республика Баден — 2 августа 2013, Карлсруэ, Баден-Вюртемберг) — немецкий футболист, тренер.
В 1952 году сыграл один матч за национальную сборную ФРГ и участвовал в Олимпийских играх в Хельсинки. Практически всю карьеру футболист провёл в «Карлсруэ ФФ» и других клубах города.
Тренерскую деятельность начал, ещё будучи действующим игроком, однако работал только с любительскими клубами.

## Карьера игрока

### Клубная карьера

#### Ранние годы
Родился в Остштадте (Карлсруэ) и вырос вместе с четырьмя братьями и сёстрами. Отец Курта также был футболистом, последние годы своей игровой карьеры он провёл во «Франкония Карлсруэ», в этой же команде начали заниматься футболом два младших брата Курта. С 1930 года Эрман играл в молодёжном составе «Франконии». Среди товарищей Курта Эрмана лишь Герберт Бинкерт начинал карьеру игрока не во «Франконии», его первым клубом стал «Карлсруэ Феникс». В Первом классе юниоров «Франконии» в первую очередь противостояли «Карлсруэ ФФ», «Феникс», «Мюльбург», «Книлинген» и «Даксланден». Курт Эрман предпочитал играть на позиции полузащитника или центрфорварда. Тренер в основном использовал его в качестве левого нападающего. Эрман сыграл лишь половину сезона 1940/41, 2 декабря 1940 года он был призван на военную службу, так и не сыграв за первую команду «Франкония Карлсруэ».

#### «СГ Данциг»
В 1942 году из-за ранения Курт Эрман был переведён в Данциг. Там он стал игроком местного клуба. С июля 1942 года Эрман играл в лиге Данциг-Западная Пруссия. Талант молодого форварда из Карлсруэ развивался под влиянием результативного центрфорварда Эрнста Лёттке, который в 1949 году с «Мангеймом» выиграет чемпионат Германии по футболу. Эрман неоднократно вызывался в сборную Данцига и Западной Пруссии для выставочных игр. В военное время главными соперниками «СГ Данциг» были «Мариенвердер», «Нойфарвассер», «Данциг» и «Люфтваффен Данциг». Турнир продолжался до 2 декабря 1944 года. В конце концов, Курту Эрману пришлось вернуться на фронт. В ходе боевых действий он попал в лагерь для военнопленных в Каме, откуда был освобождён 22 мая 1946 года. В то время Эрман продолжал играть в футбол за команду лагеря. То, что он не бросил футбол, позволило ему начать профессиональную карьеру после возвращения в Карлсруэ.

#### Первый этап в «Карлсруэ ФФ»
По возвращении из Кама Эрман подписал контракт с «Карлсруэ ФФ», в то время чемпион Германии 1910 года выступал в южной Оберлиге. В сезоне 1945/46 он провёл два матча в турнире. В 1946/47 сезоне вместе с Альбертом Яндой он создал одну из сильнейших связок на левом фланге среди 20 клубов южной Оберлиги. Технически хорошо подготовленный левый нападающий Эрман окончил сезон, сыграв 35 матчей и забив девять голов. В то время к клубу присоединился воспитанник «Феникса» племянник Зеппа Хербергера, Йоханн Хербергер, который на пике карьеры выступал за «Штутгарт». В те годы, однако, игровые качества команды определялись не только футбольными навыками игроков. Существенное преимущество имели те клубы, которые могли обеспечить игроков хорошей едой и экипировкой, а также возможностью посещать выездные матчи. Курт Эрман утверждал, что возможности «Карлсруэ ФФ» были несопоставимы с возможностями баварских и вюртембергских клубов. В плане финансовых возможностей по сравнению с большинством своих противников по лиге команда не была конкурентоспособной. Клуб был не в состоянии обеспечить своих игроков ни достаточным количеством продовольствия, ни жильём, ни деньгами. Из-за ущерба, нанесённого войной, стадион «красно-чёрных» был непригоден к проведению матчей чемпионата, поэтому команде пришлось отказаться от домашних игр. Тем не менее тренер клуба, Макс Бройниг, по словам Эрмана, обладал хорошими личными качествами и был высококлассным специалистом. Его тактическая подготовка всех позиций команды была признана игроками клуба. После вылета «Карлсруэ ФФ» из южной Оберлиги последовал сезон в Ландеслиге северного Бадена.

#### «Мюльбург»
После завершения 1948/49 сезона Курт Эрман перешёл в состав соперника «Карлсруэ ФФ», «Мюльбурга», и таким образом вернулся в южную Оберлигу. 14 ноября 1948 года в девятом туре он забил гол на 38-й минуте в ворота «Баварии», в итоге команды сыграли вничью 3:3. Однако последствия плеврита в сочетании с конфликтами в работе с тренером Робертом Крафтом привели к возвращению Эрмана в сезоне 1949/50 обратно в «Карлсруэ ФФ». Благодаря хорошим выступлениям команда была включена в недавно созданную Первую любительскую лигу северного Бадена.

#### Второй этап в «Карлсруэ ФФ»

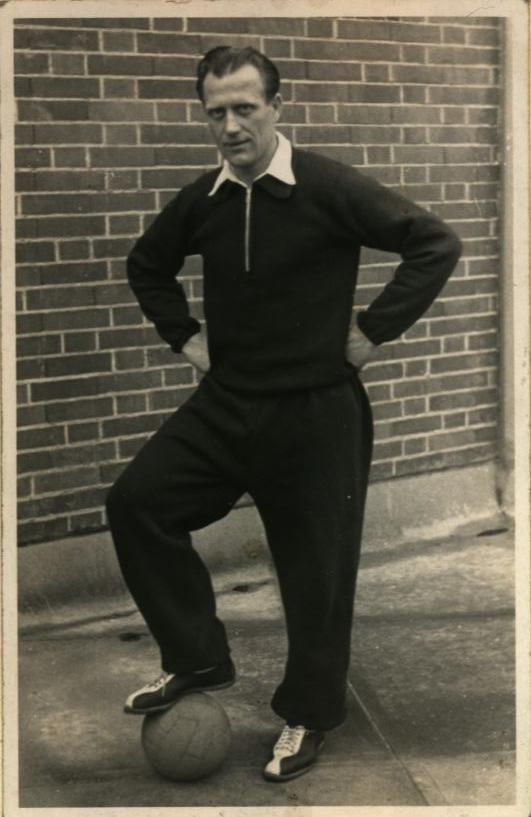
Эрман в 1952 году

В сезоне 1950/51 «Карлсруэ ФФ» занял второе место в Лиге Северного Бадена и таким образом получил право на участие в дебютном сезоне любительского чемпионата Германии. После побед над «Филлингеном», «Зиндельфингеном» и «Тройсдорфом» Курт Эрман вместе с товарищами по команде поехали в Берлин для участия в финале. 30 июня 1951 года состоялся матч против «Бремен 1860». В финале в каждой команде было по одному ключевому игроку, одним из них был Вилли Шредер, который оформил дубль за «Бремен». Немного позже Фридрих Кёрнер увеличил преимущество своей команды до трёх голов. Но во втором тайме прибавил «Карлсруэ ФФ», особенно на левом фланге, где играл Курт Эрман, который в итоге сократил разрыв в счёте до минимума. Однако сравнять счёт команда уже не сумела, матч закончился со счётом 3:2 в пользу бременского клуба. Тренер олимпийской сборной Зепп Хербергер отметил обоих игроков в своём анализе игры, и дал им шанс принять участие в летних Олимпийских играх 1952 года в Хельсинки. В 1951/52 сезоне Эрман стал капитаном команды, а клуб выиграл чемпионат северного Бадена. В дерби против «Феникс Карлсруэ» и «Даксландена» Эрману противостояли такие игроки, как Курт Соммерлатт и Хайнц Бек. В плей-офф за повышение «Карлсруэ ФФ» соперничал с победителями других региональных лиг: «Олимпия Лампертхайм», «Баден-Баден», «Унион Бёкинген» и «Амберг». В итоге «Карлсруэ ФФ» вышел во Вторую лигу Юга, где в сезоне 1952/53 встретился с такими командами, как «Ян», «Дармштадт 98» и «Фрайбургер». Особенно выделялось дерби против «Дурлаха».

#### «Пфорцхайм»
В 1956 году Эрман в возрасте 34 лет присоединился к «Пфорцхайму», где и провёл остаток карьеры. Он провёл четыре года в «Пфорцхайме», который играл во Второй лиге Юга. Эрман в основном продолжал выступать на позиции левого полузащитника. После 1959/60 сезона он закончил свою игровую карьеру в возрасте 38 лет. Таким образом Эрман смог полностью посвятить себя тренерской деятельности, в 1961 году он стал у руля «Бюля».

### Национальная сборная

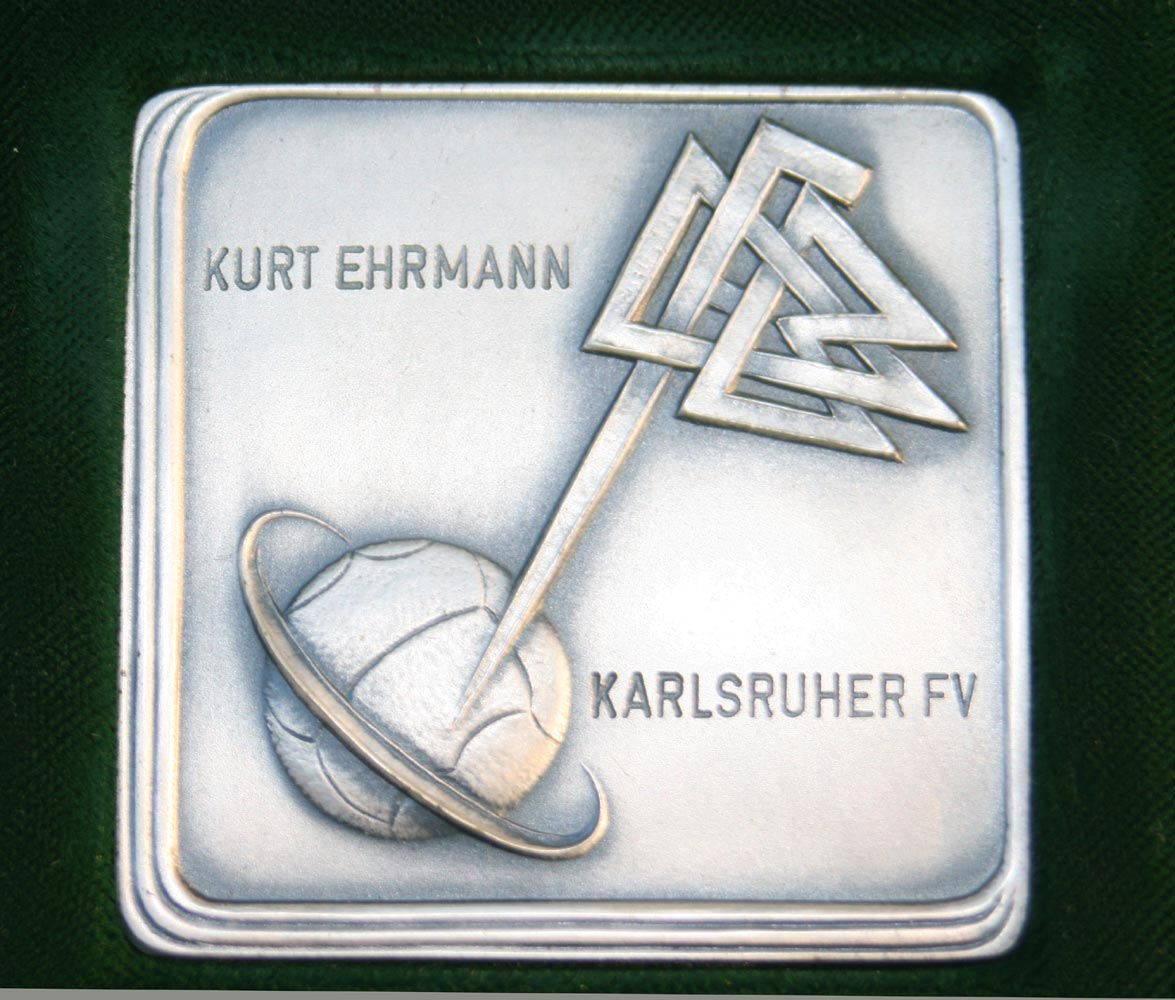
Памятная олимпийская медаль Эрмана (аверс)

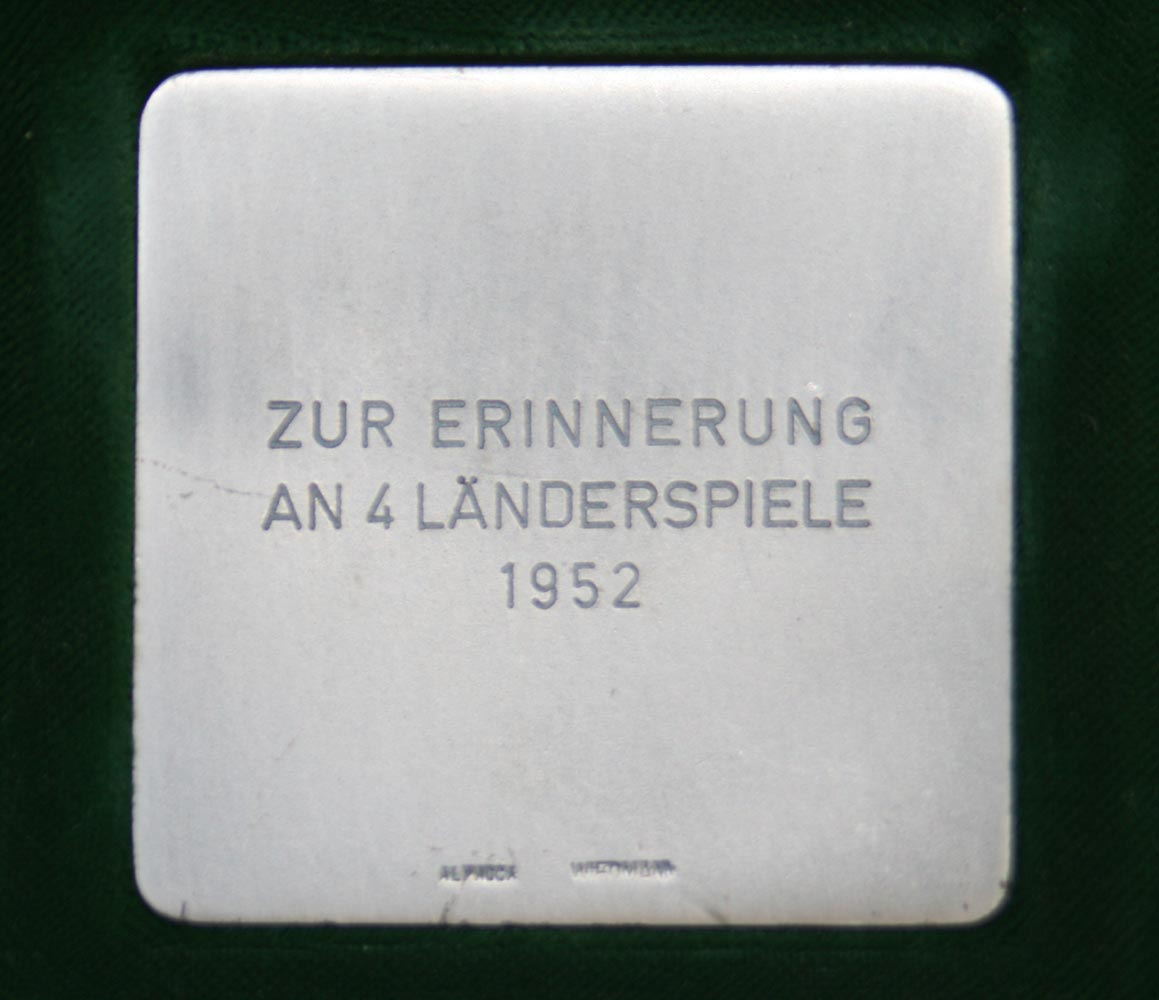
Реверс

В феврале 1951 года тренер национальной сборной Зепп Хербергер получил задание подготовить немецкую команду для футбольного турнира на летних Олимпийских играх в Хельсинки. Подготовка будущих олимпийцев оказалась трудной, поскольку на комплектацию команды были отведены сжатые сроки. Тем не менее этого было как раз достаточно: за одну неделю в августе 1951 года, неделю в марте 1952, а также три дополнительных этапа по полнедели команда была собрана. Искать подходящих игроков Зеппу Хербергеру помогали преподаватели, которые занимались с футболистами на протяжении этих этапов. Эрман попал в поле зрения тренера национальной сборной не в последнюю очередь благодаря своей игре в финале любительского чемпионата 1951 года. Он дал ему следующий совет, который Курт Эрман запомнил на всю жизнь: 
Эрман, оставьте курение, сделайте что-нибудь для дыхания и тогда вы — мой человек.
 После этих слов Эрман отказался от сигарет и включил в свою программу тренировок бег на длинные дистанции. Он хотел поехать на Олимпийские игры с недавно сформированной немецкой командой. Его усилия были вознаграждены, Эрман отправился в Хельсинки. Весной 1952 года тренер Хербергер показал своё доверие игрокам, пригласив некоторых футболистов олимпийской сборной (Георга Штолленверка, Йоханна Зейтлера, Вилли Шредера и Курта Эрмана) в основную команду на матч 20 апреля против Люксембурга. Правый полузащитник Маттиас Мауриц не смог сыграть в связи с незначительной травмой, его заменил игрок «Шальке 04» Бернхард Клодт. В итоге немцы выиграли у Люксембурга со счётом 3:0. Это был своеобразный тест команды перед матчем 14 мая 1952 года в Дюссельдорфе против Великобритании. После игры олимпийской сборной в Дюссельдорфе, которая закончилась победой немцев со счётом 2:1, тренер Зепп Хербергер окончательно определился с составом для Олимпийских игр. Курт Эрман вместе с Вилли Шредером заняли левый фланг. Олимпийский турнир в Финляндии был для Курта Эрмана определяющим событием. В памяти остались не только сыгранные матчи, но и полёт из Гамбурга в Хельсинки, эмоциональный приём организаторов с национальным гимном и входом в штаб-квартиру команды.

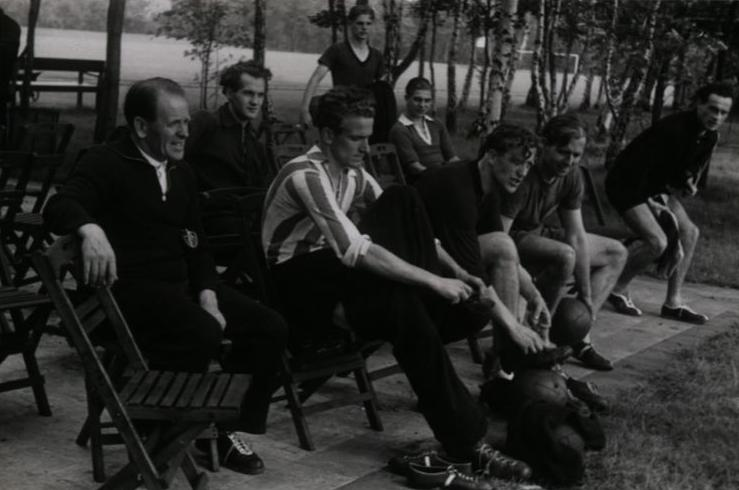
Тренерский штаб олимпийской сборной

Забота, наставления и опыт тренера Зеппа Хербергера, его помощника Херберта Видмайера и физиотерапевта Эриха Дойсера способствовали дальнейшему успеху футболистов на клубном уровне.
Кроме игры за сборную, Эрман получил возможность посетить матчи Золотой команды Венгрии. В частности он своими глазами увидел игру Ференца Пушкаша. Незабываемые впечатления за пределами футбольного турнира Эрман получил во время просмотра других соревнований: бега на 800 метров, где немец Хайнц Ульцаймерс завоевал бронзу, и марафона, в котором триумфировал Эмиль Затопек. На футбольном турнире Эрман сыграл два матча против Югославии и Швеции. Международный класс югославской команды уже был подтверждён два года назад на чемпионате мира в Бразилии. Беара, Хорват и Чайковский участвовали в мундиале и поехали с олимпийской сборной в Хельсинки. В свою очередь, олимпийцы Бошков и Зебец продемонстрировали свои навыки на чемпионате мира 1954 года в Швейцарии. Не сильно отличалась ситуация в сборной Швеции. Калле Свенссон, Леннарт Самуэльссон и Эрик Нильссон уже играли на чемпионате мира в Бразилии. После Олимпийских игр в Хельсинки на мундиаль 1958 года был вызван Бенгт Густавссон.
Зепп Хербергер в 1955 году высказал своё мнение об олимпийской сборной 1952 года, Фриц Вальтер в книге «Игры, которые я никогда не забуду» описал свой диалог с Хербергером на эту тему так:

Дорогой Фриц! Вы спрашиваете меня об игре, которая мне больше всего запомнилась. Среди всего наиболее ярко мне запомнились футбольный турнир Олимпийских игр в Хельсинки и чемпионат мира в Швейцарии. Хельсинки… для меня это наша молодая олимпийская сборная, которая показала выдающуюся работоспособность, и отличные результаты стали следствием силы товарищества и командного духа.

После Олимпиады Курту Эрману предлагали контракты «Хольштайн», «Вердер», «Айнтрахт Брауншвейг», «Штутгартер Кикерс» и «Фрайбургер».
| #  | Дата           | Место                                     | Соперник   | Результат | Турнир                |
| -- | -------------- | ----------------------------------------- | ---------- | --------- | --------------------- |
| 1. | 20 апреля 1952 | Жози Бартель, Люксембург, Люксембург      | Люксембург | 3:0       | Товарищеский матч     |
| 2. | 29 июля 1952   | Олимпийский стадион, Хельсинки, Финляндия | Югославия  | 1:3       | Олимпийские игры 1952 |
| 3. | 1 августа 1952 | Олимпийский стадион, Хельсинки, Финляндия | Швеция     | 0:2       | Олимпийские игры 1952 |

## Стиль игры
С самого начала своей карьеры Курт Эрман играл на позиции нападающего. Он умел хорошо обрабатывать мяч. Позднее он переместился на левый фланг атаки. Курт Эрман совершенствовал своё чувство мяча, уделяя много времени индивидуальным занятиям. Если рядом не было партнёра для перепасовки, он бил мячом по стене и тренировал приём. Тренер Антон Куглер, бывший игрок «Нюрнберга», преподал Курту Эрману азы футбольной тактики и научил некоторым финтам. После ухода из спорта Эрман часто вспоминал Куглера и явно подчёркивал, что многому от него научился. Его комбинационная игра, мастерское владение мячом, навыки связующего звена и лидера команды сохранились до конца его карьеры, в чём убедились игроки и болельщики «Пфорцхайма».

## Тренерская карьера
30 мая 1953 года Курт Эрман под руководством Зеппа Хербергера и Хеннеса Вайсвайлера успешно сдал экзамен на специальность футбольного тренера в спортивной школы Шойнек. Ещё будучи действующим футболистом, Курт Эрман руководил «Элльмендингеном» и «Йолингеном», любительскими клубами из Карлсруэ и прилегающих районов. С «Бюлем» в 1962 году Эрман выиграл кубок Южного Бадена. Однако «Дурлах» при нём вылетел из A-класса обратно в Первую любительскую лигу.

## Достижения

### Как игрок
«Карлсруэ ФФ»
- Чемпионат Северного Бадена: 1950/51 (2-е место); 1951/52 (победитель)
- Любительский чемпионат Германии: 1951 (финалист)

### Как тренер
«Бюль»
- Кубок Южного Бадена: 1962 (победитель)

## Вне футбола
30 января 1951 года Курт Эрман женился на девушке из Дурлаха, вскоре после этого он стал отцом. Помимо футбола, Эрман работал сотрудником баденского Института национального страхования в Карлсруэ.
В 1972 году он отправился в 16-дневное турне по Америке с тренерским штабом «Вейнгартена». Вплоть до своей смерти 2 августа 2013 года Курт Эрман оставался верным болельщиком «Карлсруэ ФФ».